# Рубулис, Владислав
Владислав Рубулис (латыш. Vladislavs Rubulis, Rubuļs; 24 декабря 1887, Режица, Витебская губерния, Российская империя — 26 июня 1937, Рига) — латвийский политический и государственный деятель, министр национального благосостояния Латвии (1925—1926, 1928—1934, 1934—1937). Первый латгальский министр.

## Биография
Родился в Латгалии. После окончания гимназии, в 1906 году поступил в Санкт-Петербургскую Римско-католическую семинарию. Член Санкт-Петербургского латвийского музыкального общества (с 1906). В 1907 году был членом его правления. Редактировал газету «Jaunos Zinias».
Вскоре бросил семинарию и до 1915 года изучал фармацевтику в университетах Москвы и Харькова.
Во время Первой мировой войны с 1915 года работал в Петрограде, где основал Латгальское общество для помощи жертвам войны. Рубулис был его руководителем на протяжении всего существования общества. Сотрудничал с ЦК латвийских беженцев (1917).
Участвовал в деятельности Латышского временного национального совета, принявшего декларацию о самоопределении Латвии. Входил в состав его руководства. Когда собрания ЛВНС проходили в Петрограде, некоторые из них проводились квартире В. Рубулиса.
В 1920 году вернулся в Латвию. Член Латгальской крестьянской партии. Лидер партии Прогрессивное объединение крестьян Латгалии.
Кабинет министров назначил его инспектором по труду Латгальского региона, кроме того, Рубулис был редактором газеты «Latgalīts».
В 1922 году был избран в Сейм Латвийской Республики — 1-й парламент Латвии, где представлял крестьянскую партию Латгалии. Работал в комиссии по публичному праву и структуре государственного управления. С 1925 года избирался депутатом Сейма Латвийской Республики.
Занимал пост министра национального благосостояния Латвии (1925—1926, 1928—1934, 1934—1937) в правительствах К. Улманиса и П. Юрашевскиса.
Умер от заражения крови. Похоронен в Резекне.

## Награды
- Командор ордена Трёх звёзд
- Великий офицер ордена Трёх звёзд
- Командор Большого креста ордена Трёх звёзд

## Память
- В Резекне в 2018 г. В. Рубулису открыта памятная доска[1].